# Imperiul Neo-Asirian
Imperiul Neo-Asirian a fost un imperiu mesopotamian a cărei istorie a început în 911 î.Hr. și s-a sfârșit în 609 î.Hr. În această epocă, Asiria și-a asumat poziția de hegemon al regiunii, eclipsând Regatul Babilonian, Egiptul sau Elamul în lupta pentru controlul Orientului Mijlociu. Cu toate acestea până în vremea lui Tiglatpalasar al III-lea, a cărui reforme au schimbat complet caracterul statului, situația Asiriei nu era atât de redutabilă.
La origini Asiria a fost un regat akkadian care s-a dezvoltat între secolele XXV și XXIV î.Hr. Cei mai timpurii regi asirieni au fost conducători mărunți, iar după fondarea imperiului Akkadian, aceștia au devenit supușii lui Sargon, primul unificator al Mesopotamiei.
Națiunea asiriană urbanizată și aflată sub control akkadian (babilonian din 1894 î.Hr.) a evoluat din prăbușirea Imperiului akkadian. În perioada asiriană veche a Epocii Bronzului Timpuriu, Asiria era un regat în nordul Mesopotamiei, concurând pentru dominația regională, inițial cu hitiții, huriții și orașe-stat ca Isin, Ur sau Larsa, iar mai târziu cu orașul amorit Babilon. Începând cu secolul XX î.Hr., au apărut primele colonii asiriene în Asia Mică, și sub regele Ilushuma, asirienii au lansat raiduri împotriva statelor din sud. Asiria a fost un imperiu pe vremea lui Shamshi-Adad I (sfârsit de secol XIX până la mijlocul secolului XVIII), însă aflându-se în mod succesiv sub stăpânire babiloniană sau a regatului hurrit Mitanni în secolele XVII și XV î.Hr.     
A urmat o nouă perioadă în care a fost o mare putere între 1365 și 1074 î.Hr. pe vremea împăraților Assur-Ubalit I, Tukulti-Ninurta I sau Tiglatpalasar I. În vremea "Epocii întunecate", Asiria a rămas o națiune puternică și stabilă, separându-se de rivalii ei slabiți de crize. Începând cu campaniile lui Adad-Nirari II, a redevenit o mare putere, răsturnând a 25-a dinastie egipteană și ocupând țara, și stabilind un dominion ce cuprindea întreaga zonă a Orientului Mijlociu din Caucaz până la Deșertul Arabiei.    
Imperiul Neo-Asirian, care datează din 911 î.Hr, i-a succedat celui Mijlociu. Unii istorici, precum Richard Nelson Frye, au privit acest imperiu ca fiind primul imperiu adevărat din istoria umanității. În acea perioadă, limba aramaică a devenit limbă oficială a statului, alături de limba akkadiană. Asiria s-a prăbușit în mod definitiv în urma invaziei coaliției neo-bablioniene și medice care au cucerit în 612 î.Hr. Ninive și au jefuit ultima capitală, Harran, în 608 î.Hr. Peste o jumătate de secol atât Asiria, cât și Babilionul au devenit provincii persane. Deși asirienii au distrus civilizația elamită, cultura asiriană a influențat la rândul său imperiile succesoare medic și persan, popoare indo-iraniene dominate de asirieni.

## Regii Imperiului Neo-Asirian
- 911-891 î.Hr.: Adad-nirari al II-lea
- 890-884 î.Hr.: Tukulti-Ninurta al II-lea
- 883-859 î.Hr.: Assurnasirpal al II-lea
- 858-824 î.Hr.: Salmanasar al III-lea
- 823-811 î.Hr.: Shamshi-Adad al V-lea
- 810-783 î.Hr.: Adad-nirari al III-lea
- 782-773 î.Hr.: Salmanassar al IV-lea
- 772-755 î.Hr.: Ashur-dan al III-lea
- 754-745 î.Hr.: Ashur-nirari al V-lea
- 744-727 î.Hr.: Tiglatpalasar al III-lea
- 726-722 î.Hr.: Salmanasar al V-lea
- 721-705 î.Hr.: Sargon al II-lea
- 704-681 î.Hr.: Senaherib
- 680-669 î.Hr.: Assarhaddon (sau Esarhaddon)
- 668-631 î.Hr.: Assurbanipal
- 630-627 î.Hr.: Ashur-etil-ilani
- 627-612 î.Hr.: Sin-shar-ishkun
- 612-609 î.Hr.: Asur-uballit II[1]